# Georges Pintens
Georges Pintens (Amberes, 15 de outubro de 1946), foi um ciclista belga, profissional entre 1968 e 1976, cujos maiores sucessos desportivos conseguiu-os na Volta a França e na Volta a Espanha, provas nas que obteve sendas vitórias de etapa. Também destacou nas clássicas de um dia impondo numa ocasião na Gante-Wevelgem, na Amstel Gold Race, na Lieja-Bastogne-Lieja e na Milano-Torino.

## Palmarés
| 1968 - 1 etapa no Tour de France 1969 - Grande Prêmio de Frankfurt 1970 - Amstel Gold Race 1971 - Gante-Wevelgem - Milano-Torino - Volta a Suíça - Druivenkoers Overijse | 1972 - GP Kanton Aargau 1973 - Volta a Andaluzia e 1 etapa - Grande Prêmio de Frankfurt 1974 - Lieja-Bastogne-Lieja 1976 - 1 etapa na Volta a Espanha |